# 31679 Glenngrimmett
31679 Glenngrimmett è un asteroide della fascia principale. Scoperto nel 1999, presenta un'orbita caratterizzata da un semiasse maggiore pari a 2,5449095 UA e da un'eccentricità di 0,0820448, inclinata di 5,13356° rispetto all'eclittica.